# Número primo de Wolstenholme
En teoría de números, un número de Wolstenholme es un número primo p si cumple la siguiente condición:
{\displaystyle {{2p-1} \choose {p-1}}\equiv 1{\pmod {p^{4}}}}
Los números de Wolstenholme se nombran en honor a Joseph Wolstenholme (1891-1929), quien demostró el teorema que lleva su nombre, el equivalente a la relación matemática p3 en 1862, siguiendo a Charles Babbage, quien demostró la equivalencia para p2 en 1819.
Hasta la fecha, los únicos números primos de Wolstenholme conocidos son 16843 y 2124679 (sucesión A088164 en OEIS); cualquier otro número primo de Wolstenholme debe ser mayor de 109.

## Definición
El primo de Wolstenholme se puede definir de varias formas equivalentes.

### Definición mediante coeficientes binomiales
Un primo de Wolstenholme es un número primo p > 7 que satisface la congruencia
{\displaystyle {2p-1 \choose p-1}\equiv 1{\pmod {p^{4}}},}
donde la expresión en el lado izquierdo de la ecuación denota un coeficiente binomial.
En comparación, el teorema de Wolstenholme establece que para cada primo p > 3 se cumple la siguiente congruencia:
{\displaystyle {2p-1 \choose p-1}\equiv 1{\pmod {p^{3}}}.}

### Definición a través de los números de Bernoulli
Un primo de Wolstenholme es un primo p que divide el numerador del número de Bernoulli Bp−3. Por lo tanto, los números primos de Wolstenholme forman un subconjunto de los primos regulares.

### Definición a través de pares irregulares
Un primo de Wolstenholme es un primo p tal que (p, p–3) es un par irregular.

### Definición a través de números armónicos
Un primo de Wolstenholme es un primo p tal que
{\displaystyle H_{p-1}\equiv 0{\pmod {p^{3}}}\,,}
es decir, el numerador del número armónico {\displaystyle H_{p-1}} expresado en términos mínimos es divisible por p3.

## Búsqueda y estado actual
La búsqueda de números primos de Wolstenholme comenzó en la década de 1960 y continuó durante las décadas siguientes, y los últimos resultados se publicaron en 2007. El primer número primo de Wolstenholme (16843) se encontró en 1964, aunque no se informó explícitamente en ese momento. El descubrimiento de 1964 se confirmó posteriormente de forma independiente en la década de 1970. Este siguió siendo el único ejemplo conocido de un primo de este tipo durante casi 20 años, hasta el anuncio del descubrimiento del segundo primo de Wolstenholme (2124679) en 1993. Hasta 1,2×107, no se encontraron más primos de Wolstenholme. Más tarde, McIntosh lo amplió a 2×108 en 1995. y Trevisan & Weber pudieron alcanzar 2,5×108. El último resultado a partir de 2007 es que solo hay esos dos números primos de Wolstenholme hasta 109.

## Número esperado de primos de Wolstenholme
Se conjetura que existen infinitos números primos de Wolstenholme, y que el número de primos de Wolstenholme ≤ x es aproximadamente ln ln x, donde ln denota el logaritmo natural. Para cada primo p ≥ 5, el cociente de Wolstenholme se define como
{\displaystyle W_{p}{=}{\frac {{2p-1 \choose p-1}-1}{p^{3}}}.}
Claramente, p es un primo de Wolstenholme si y solo si Wp ≡ 0 (mod p). Empíricamente se puede suponer que los restos de Wp módulo p están uniformemente distribuidos en el conjunto {0, 1, ..., p–1}. Por este razonamiento, la probabilidad de que el resto tome un valor particular (por ejemplo, 0) es de alrededor de 1/p.

## Primeros 50 números de Wolstenholme
| n  | {\displaystyle \sum _{k}^{n}{\frac {1}{k^{2}}}} |
| -- | ----------------------------------------------- |
| 1  | 1                                               |
| 2  | 5                                               |
| 3  | 49                                              |
| 4  | 205                                             |
| 5  | 5269                                            |
| 6  | 5369                                            |
| 7  | 266681                                          |
| 8  | 1077749                                         |
| 9  | 9778141                                         |
| 10 | 1968329                                         |
| 11 | 239437889                                       |
| 12 | 240505109                                       |
| 13 | 40799043101                                     |
| 14 | 40931552621                                     |
| 15 | 205234915681                                    |
| 16 | 822968714749                                    |
| 17 | 238357395880861                                 |
| 18 | 238820721143261                                 |
| 19 | 86364397717734821                               |
| 20 | 17299975731542641                               |
| 21 | 353562301485889                                 |
| 22 | 354019312583809                                 |
| 23 | 187497409728228241                              |
| 24 | 187700554334941861                              |
| 25 | 23485971550561141649                            |
| 26 | 23507608254234781649                            |
| 27 | 211749047271858474841                           |
| 28 | 10383930672892966877209                         |
| 29 | 8739335943455356005972769                       |
| 30 | 8745363341445960333910369                       |
| 31 | 8409718829321111776031704609                    |
| 32 | 33659238975573797429256624061                   |
| 33 | 33678387172165436302473264061                   |
| 34 | 33696425568435587455529424061                   |
| 35 | 33713447924426032135474665661                   |
| 36 | 33729537728506506466441425661                   |
| 37 | 46196589536413702085491232689909                |
| 38 | 46216358869207937188943565649909                |
| 39 | 46235127387652957234561691089909                |
| 40 | 46252969210499754415427421586309                |
| 41 | 77779788159404962661718664480825429             |
| 42 | 11115284554577186575391010113969347             |
| 43 | 20559016479517324506134616092603242603          |
| 44 | 20565563752324397321583760920379522603          |
| 45 | 20571823268450072862674893950786869803          |
| 46 | 20577813589884143264711540636313749803          |
| 47 | 45469065740208565442457337652191951394827       |
| 48 | 45481218615217799371405854817966216012327       |
| 49 | 15604058017022744466148977281125827189188161    |
| 50 | 3121579929551692678469635660835626209661709     |